# 三一重工
三一重工股份有限公司（英語：SANY Heavy Industry Co., Ltd；上交所：600031；简称三一重工），是一家由三一集团于1994年创立于湖南的住建方面的重型机械与混凝土公司。它在2022年财富中国500强中排在第129名。

## 历史

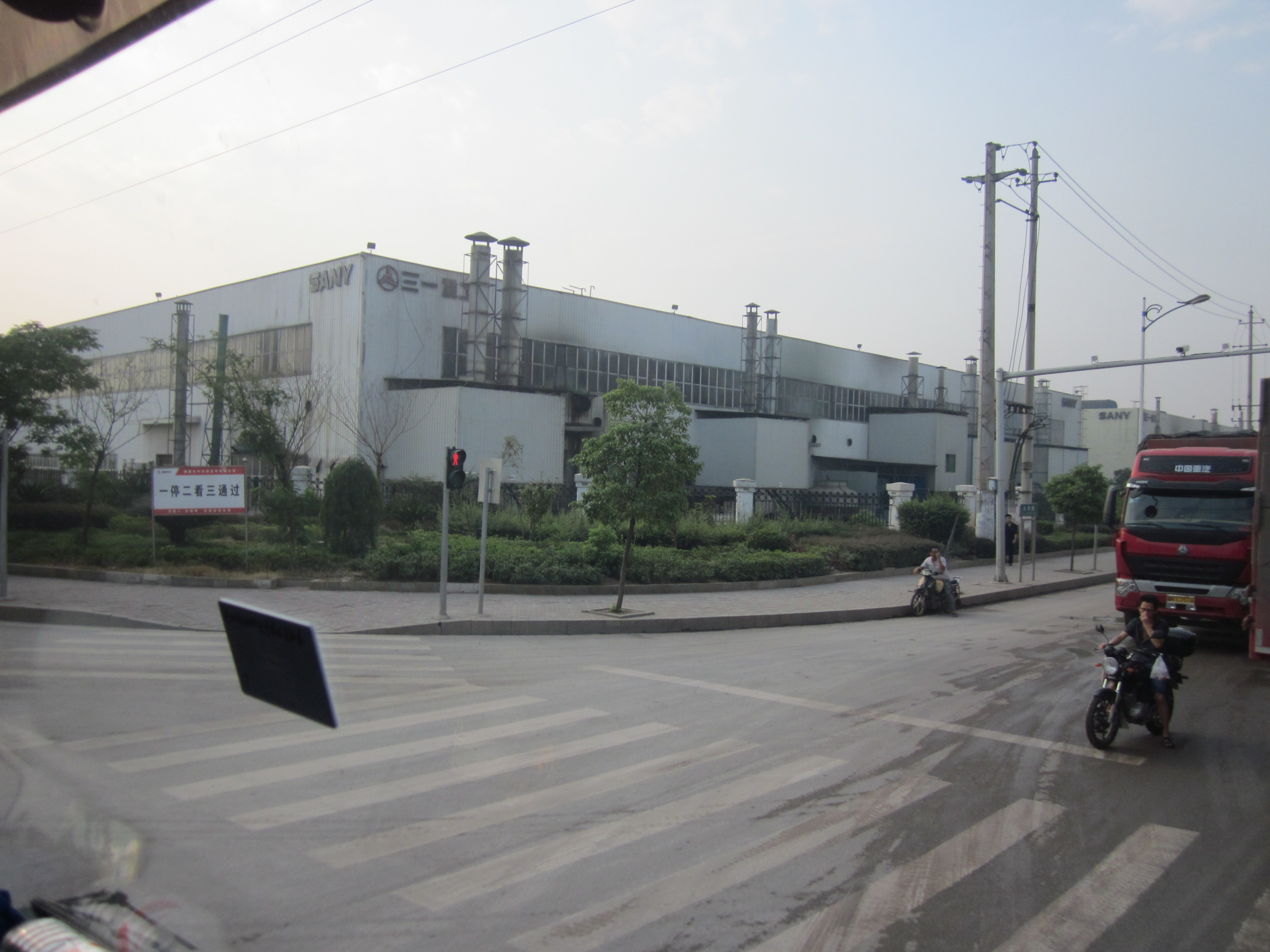
工厂

它由三一集团于1994年创立于湖南，2003年7月3日在上海证券交易所上市，2005年完成股权分置改革。
2011年7月，三一重工以215.84亿美元的市值被英国《金融时报》评选为全球市值500强。
2011年9月，三一重工計劃在香港交易所上市，集資最多260億港元。後來因應市況不佳，三一重工最終把上市計劃推遲。
2012年1月，三一重工收购德国混凝土设备生产商普茨迈斯特。
2012年11月30日，三一重工宣布，因规避恶性竞争而将公司总部和管理团队迁往北京昌平回龙观镇，工厂仍留湖南。
2022年3月15日，该公司宣布打算发行全球存托凭证，在瑞士证券交易所上市。

## 设备
该公司生产有混凝土泵车、混凝土搅拌车、挖掘机、推土机、压路机、救援车等。其产品90%以上均为政府采购。

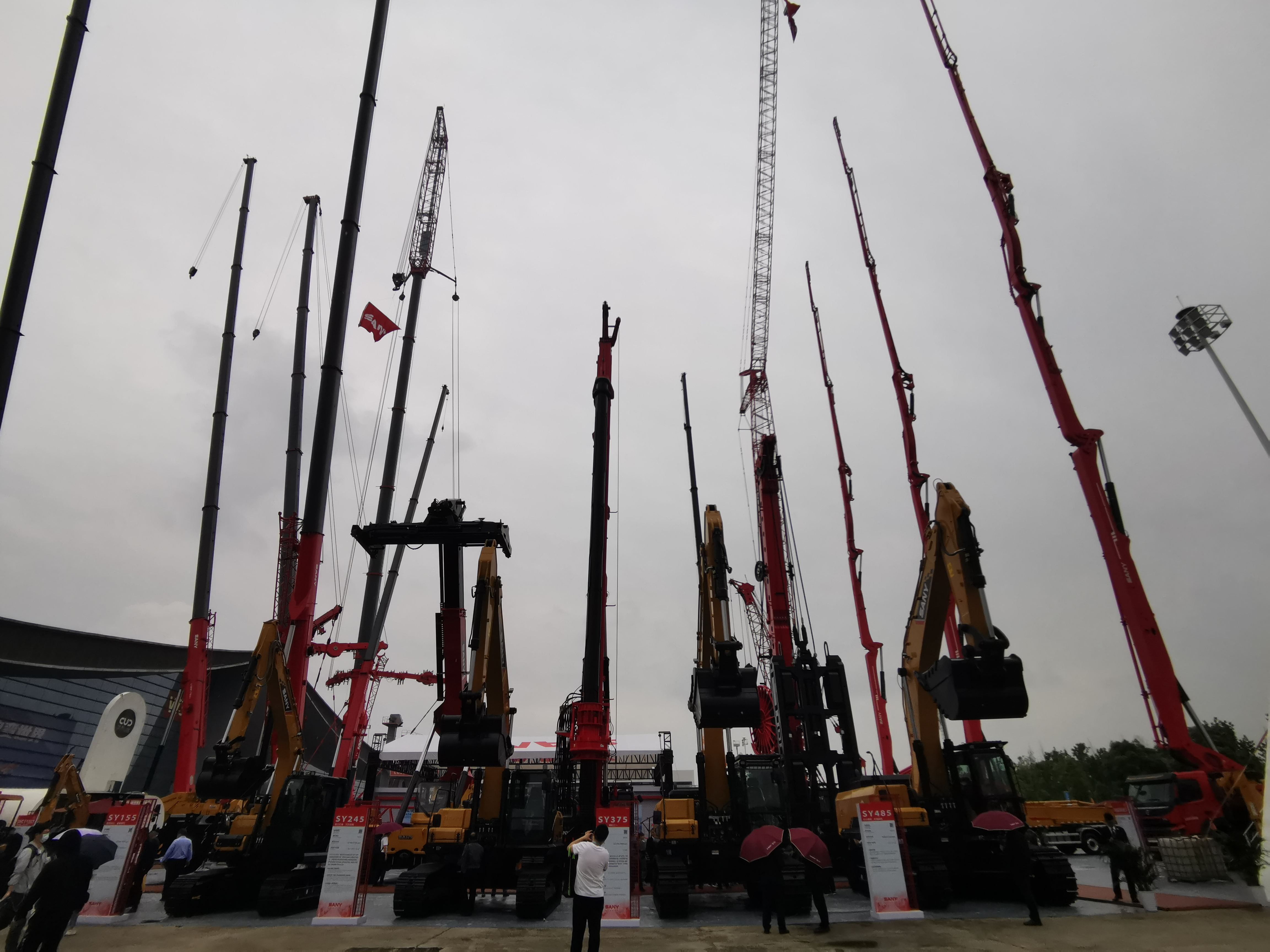
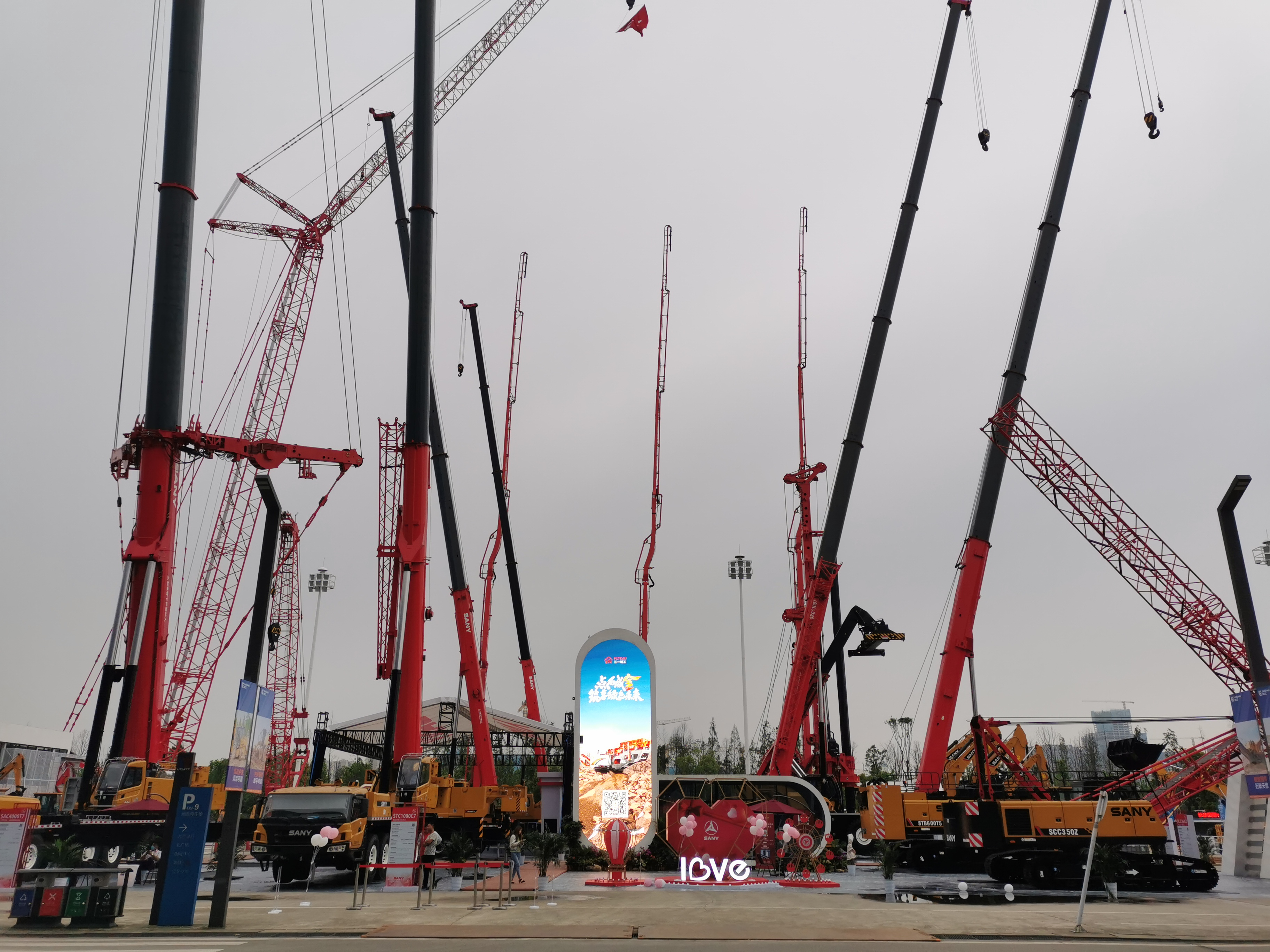
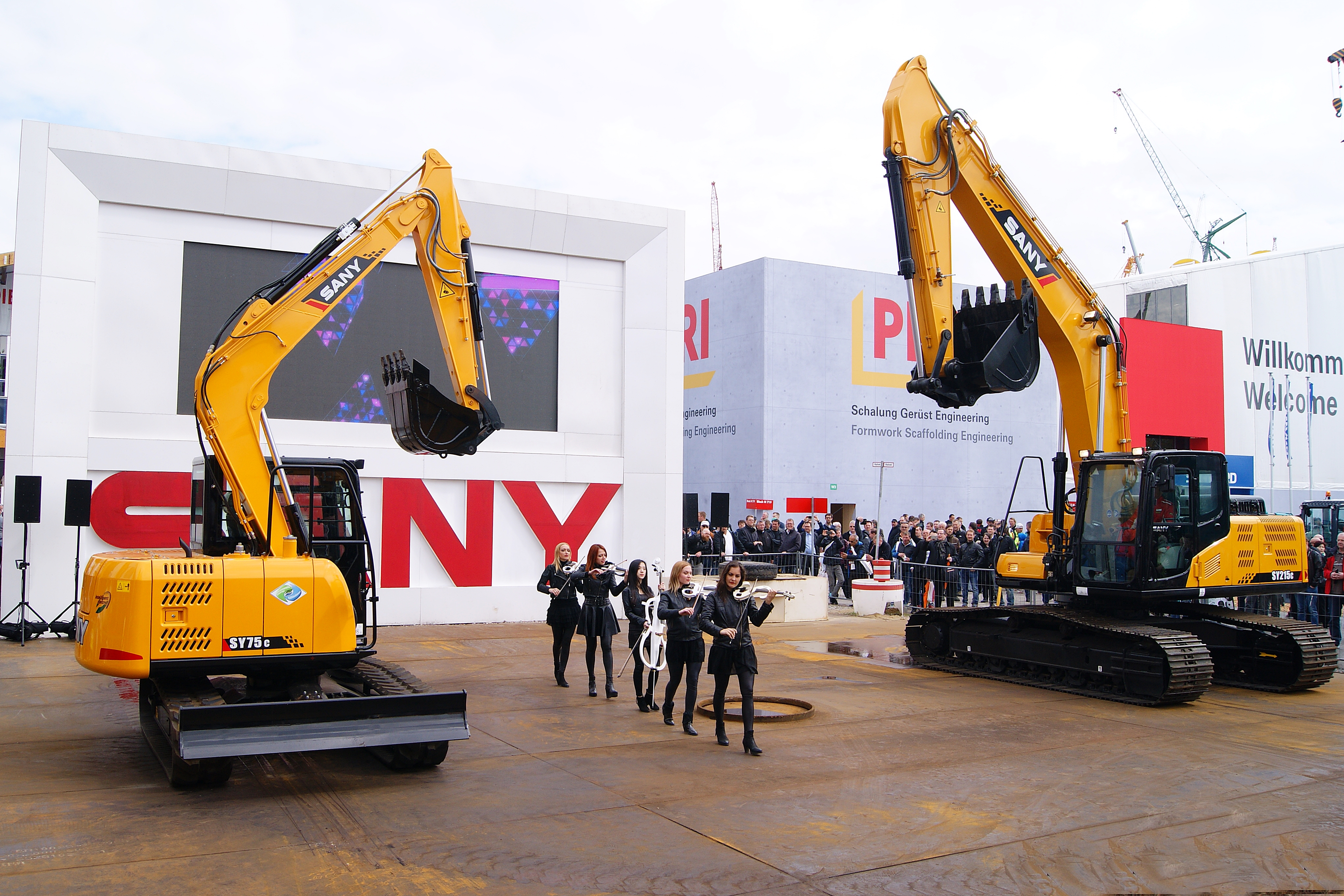
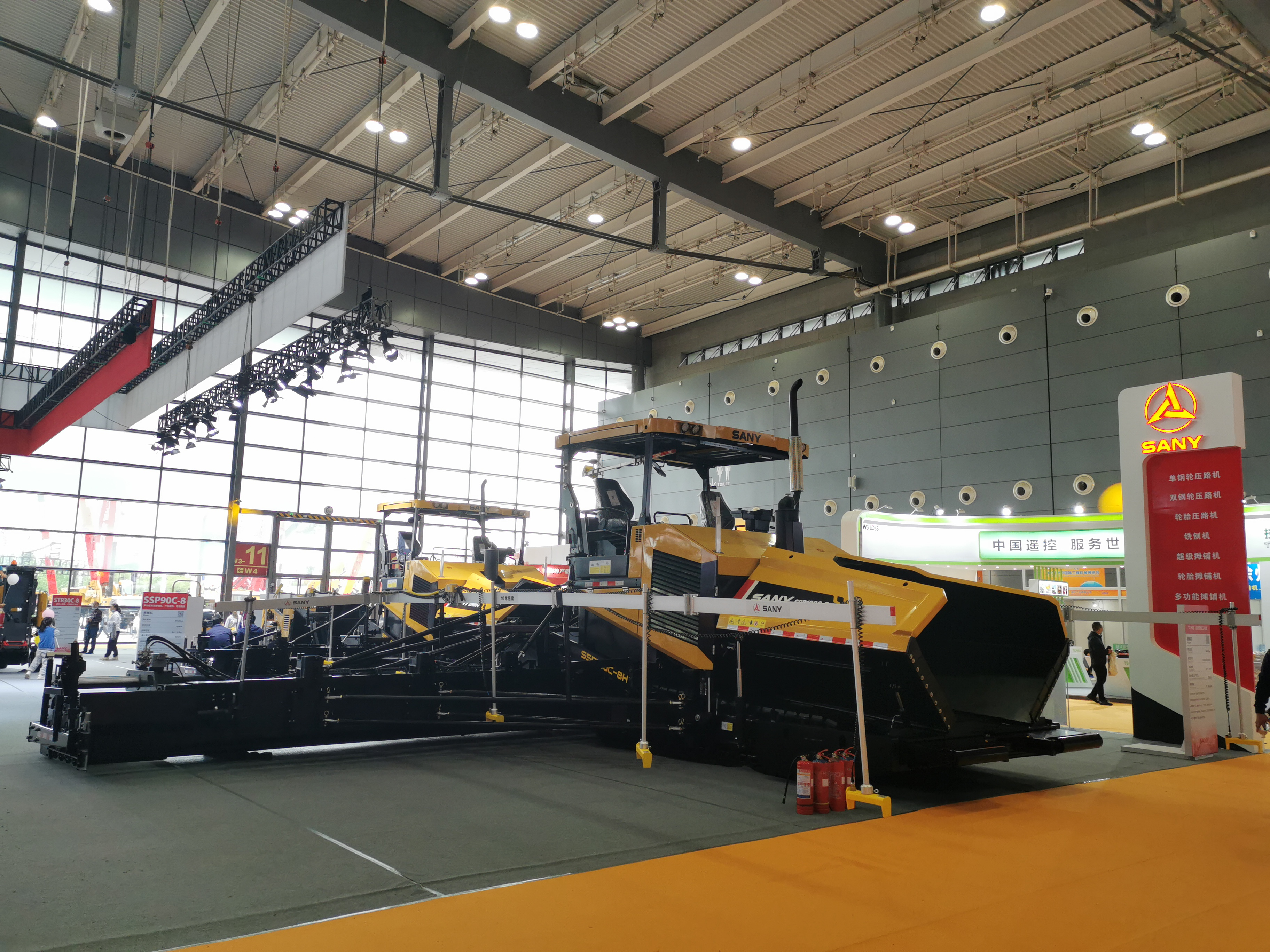
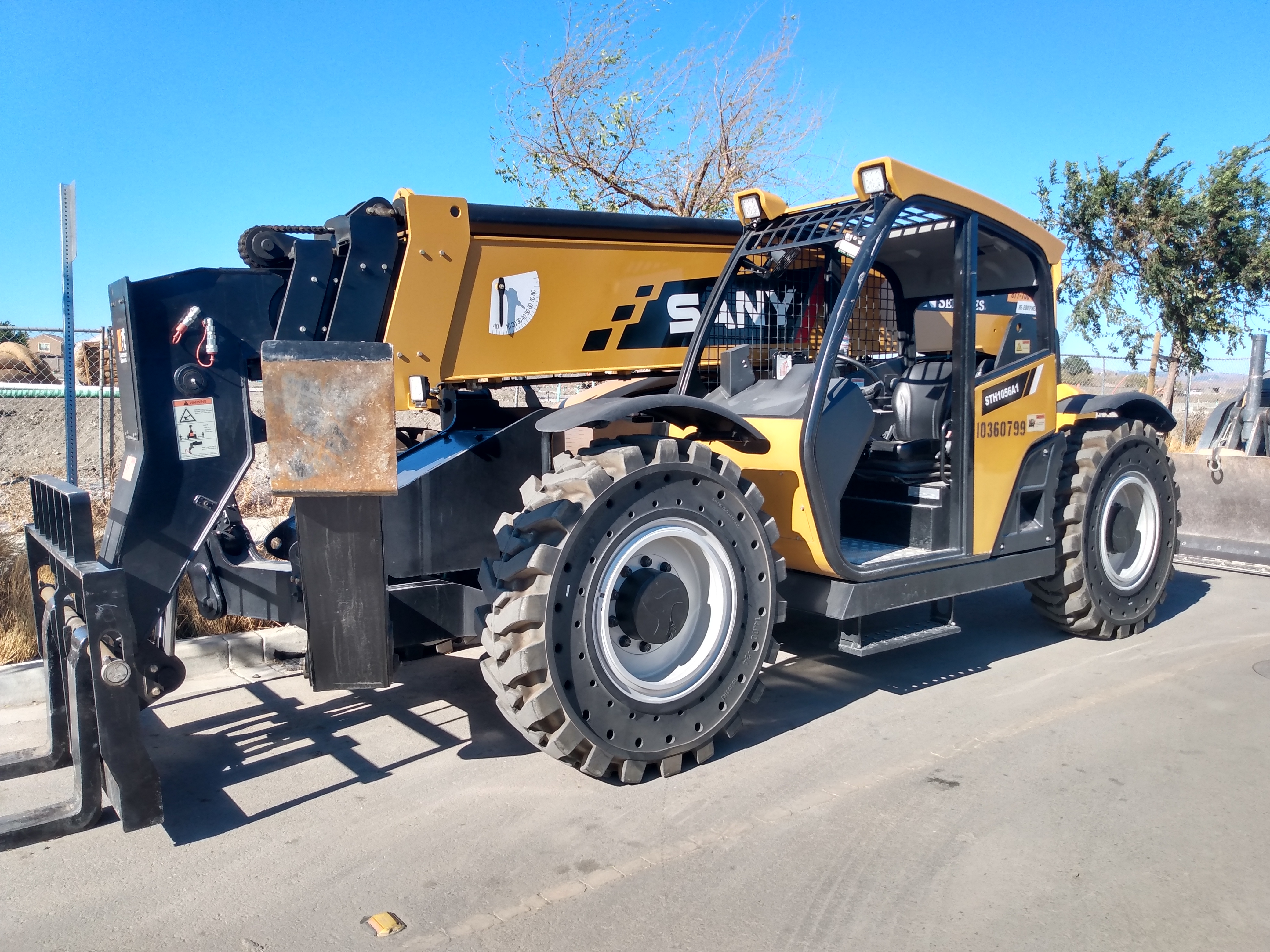
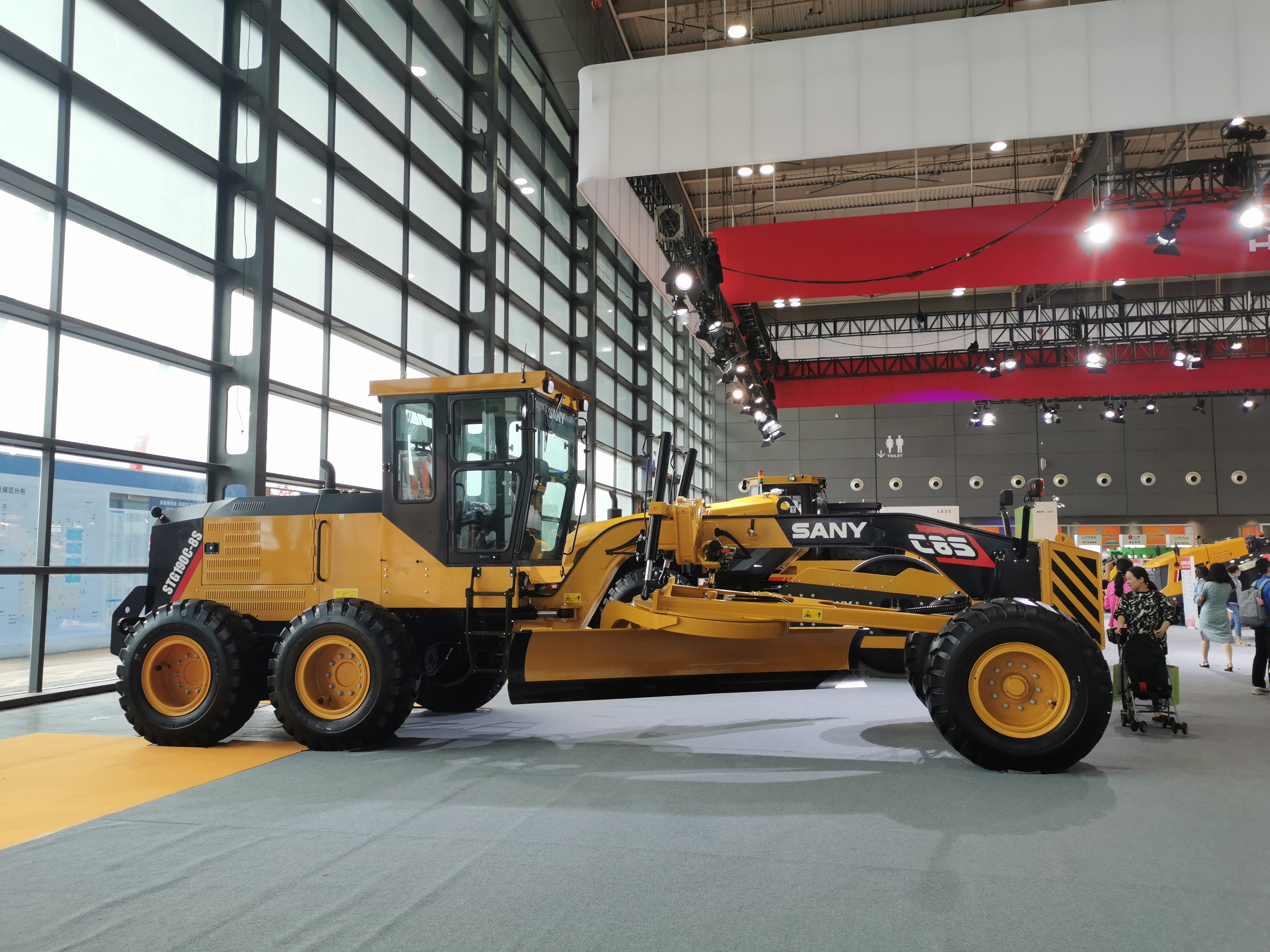
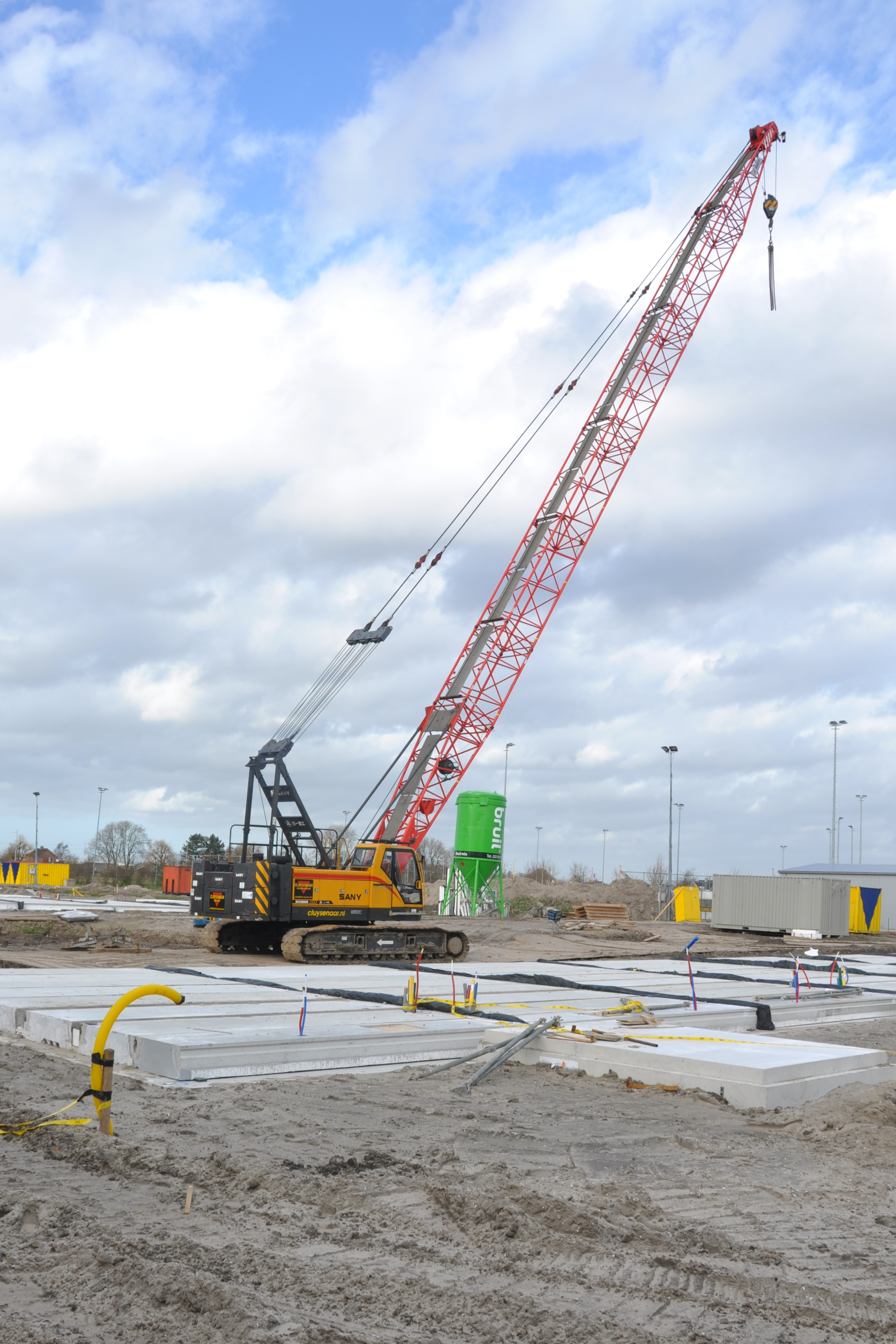
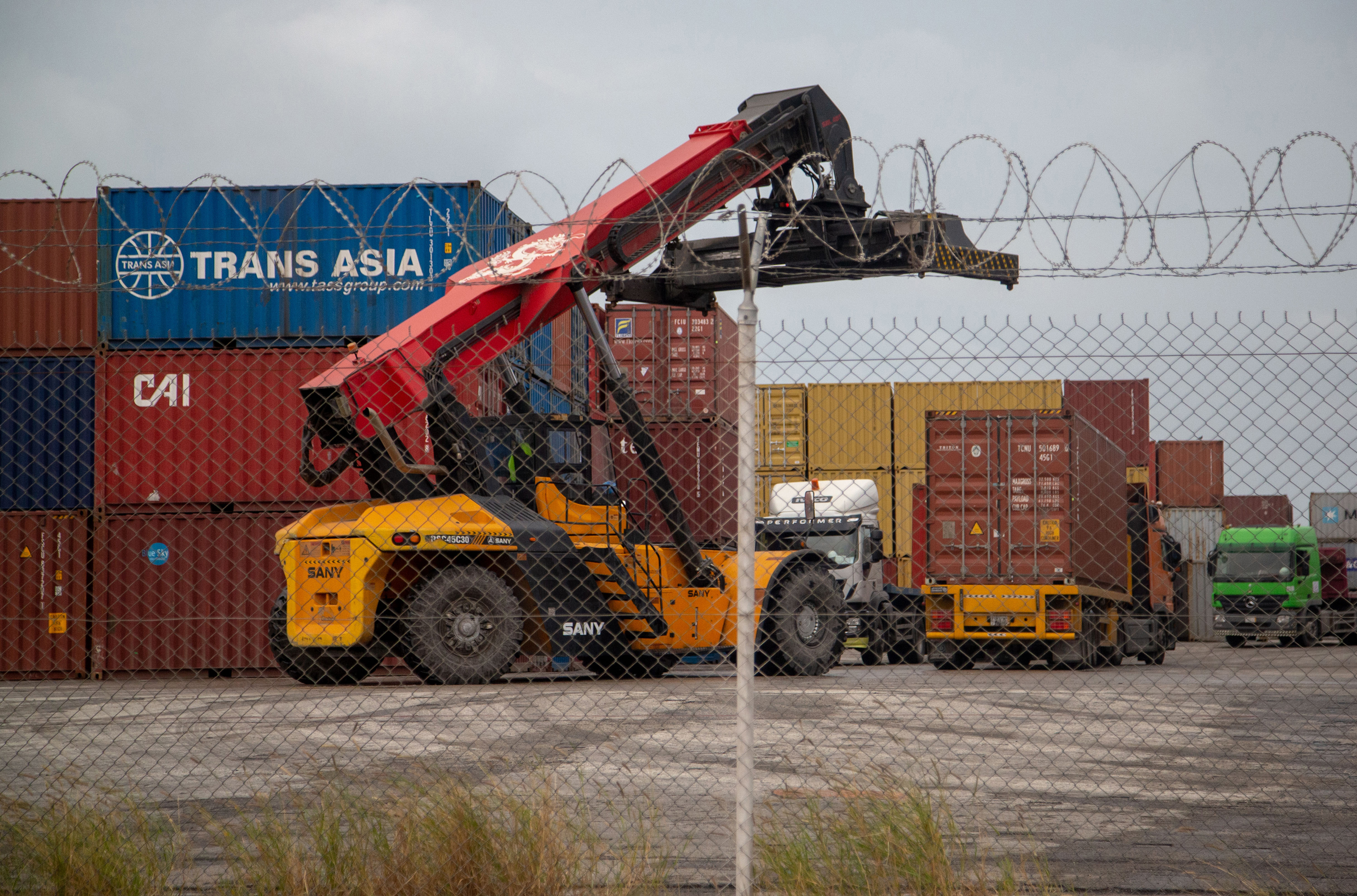
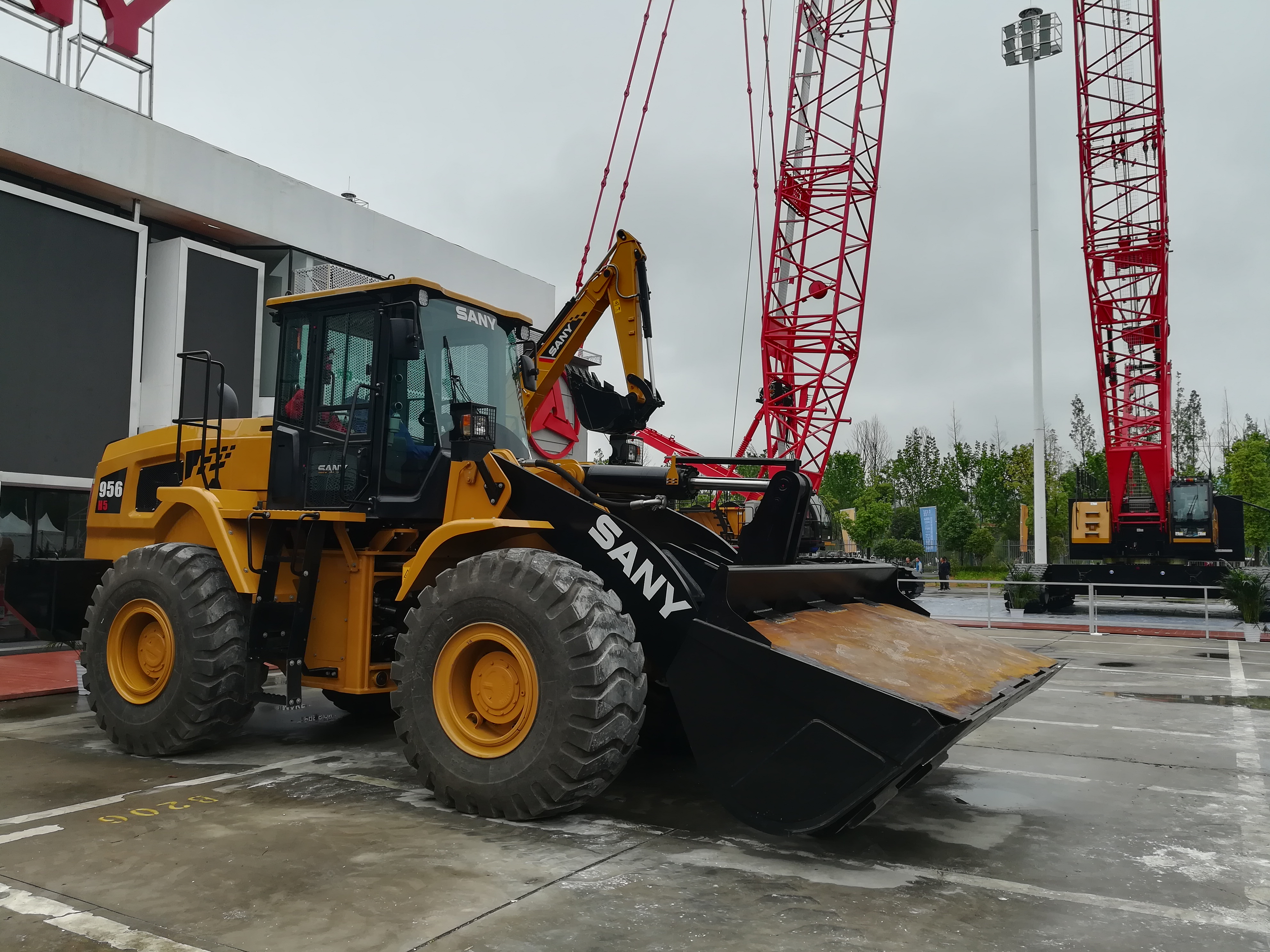
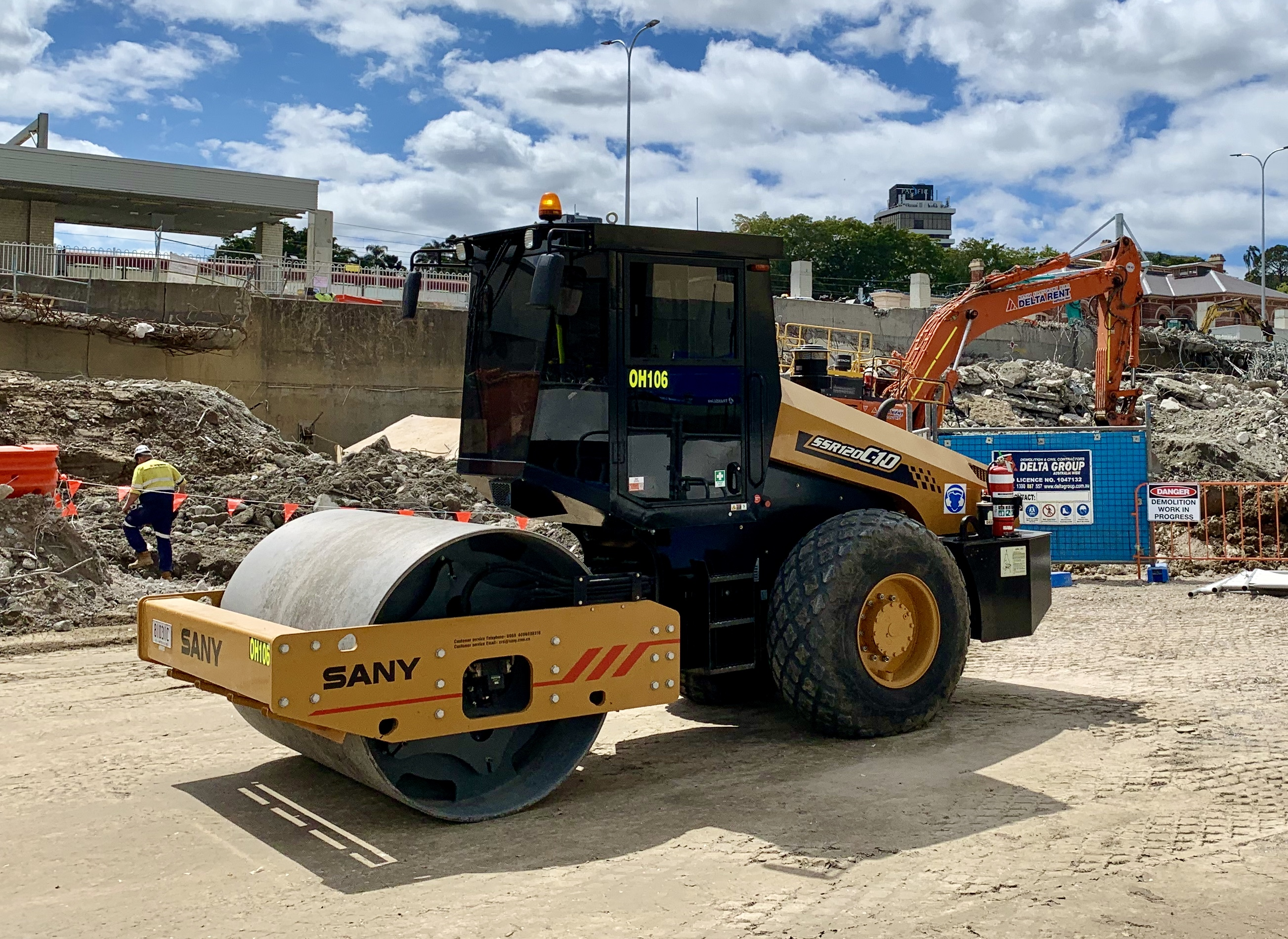
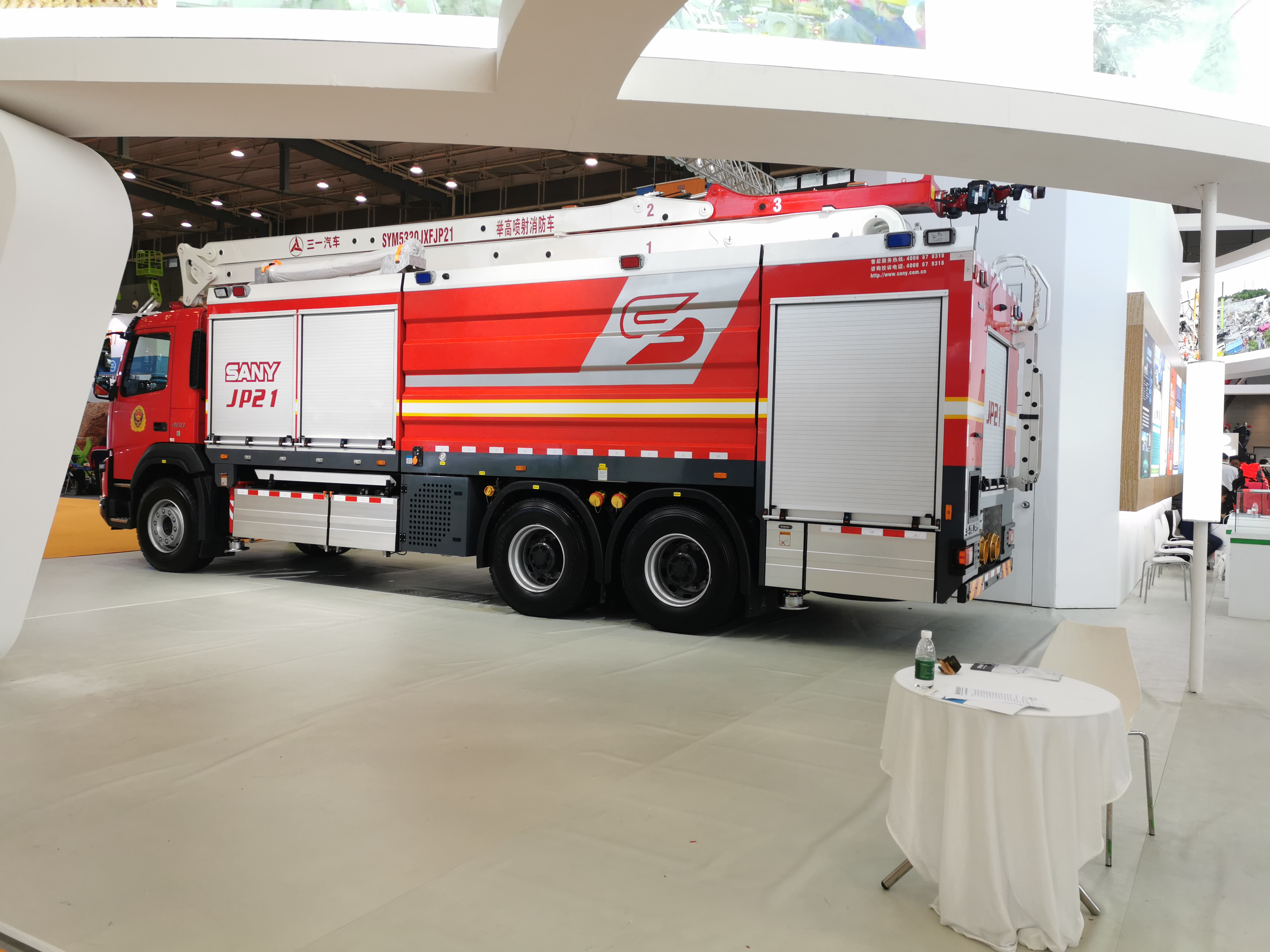
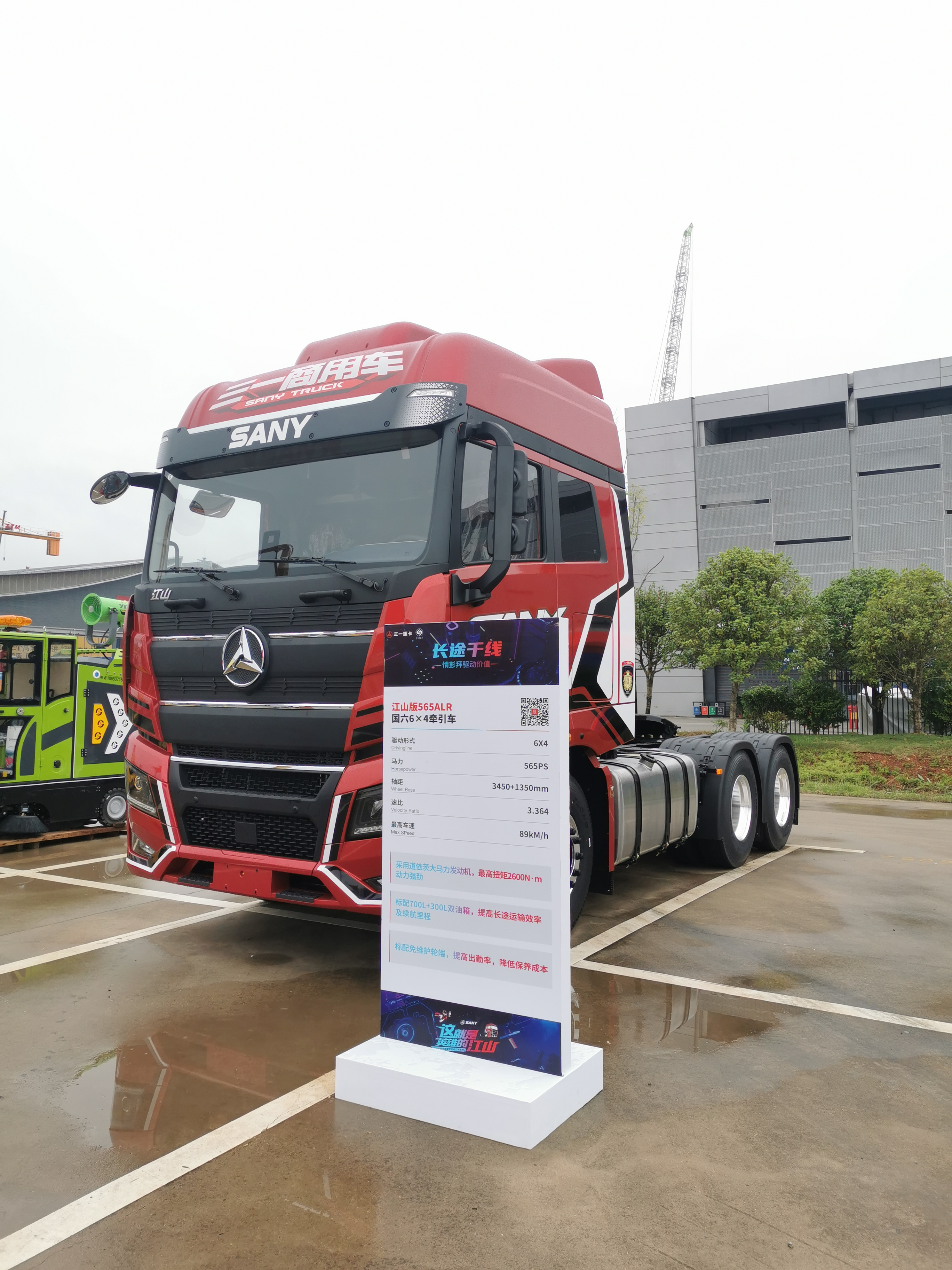
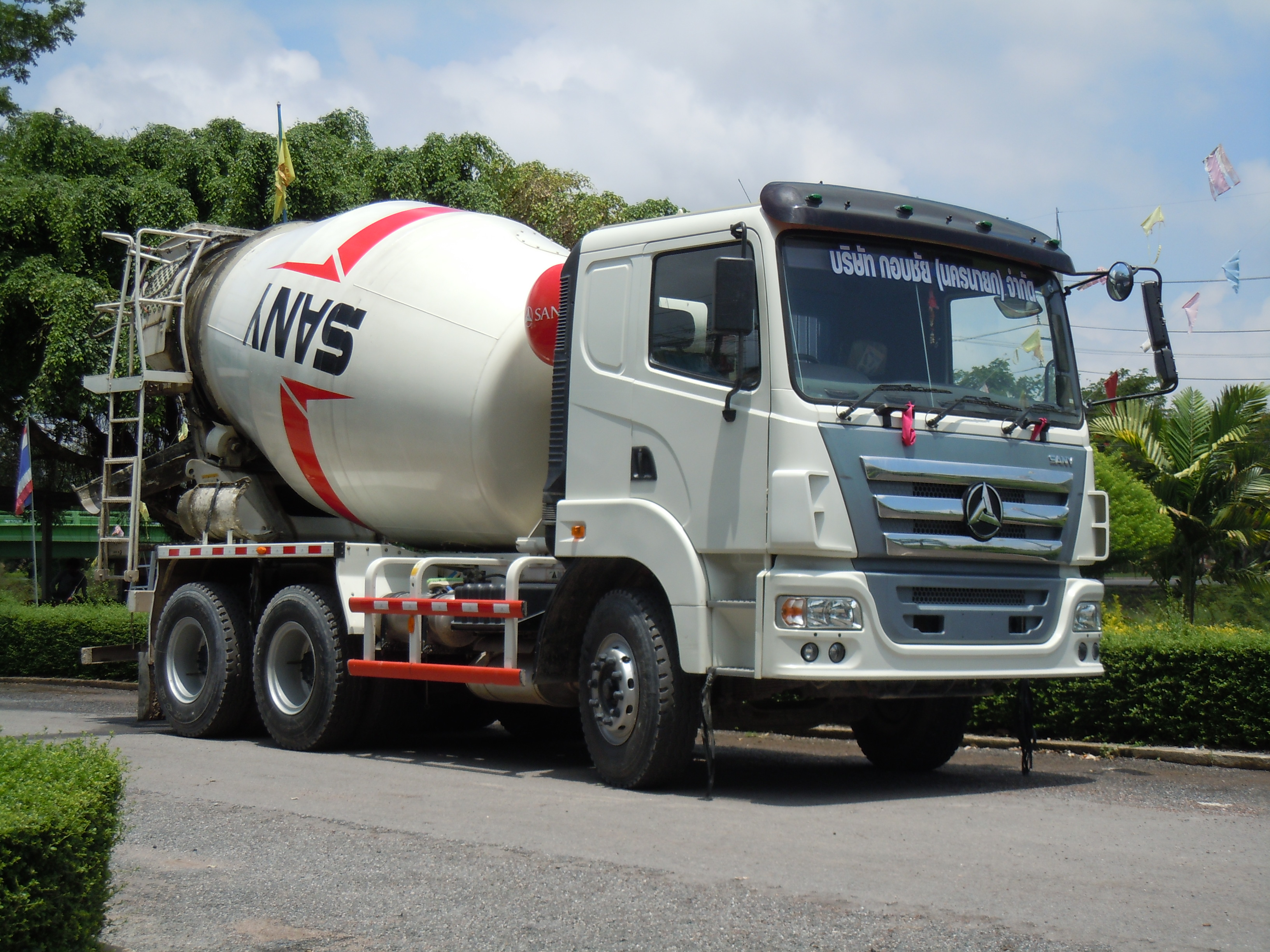
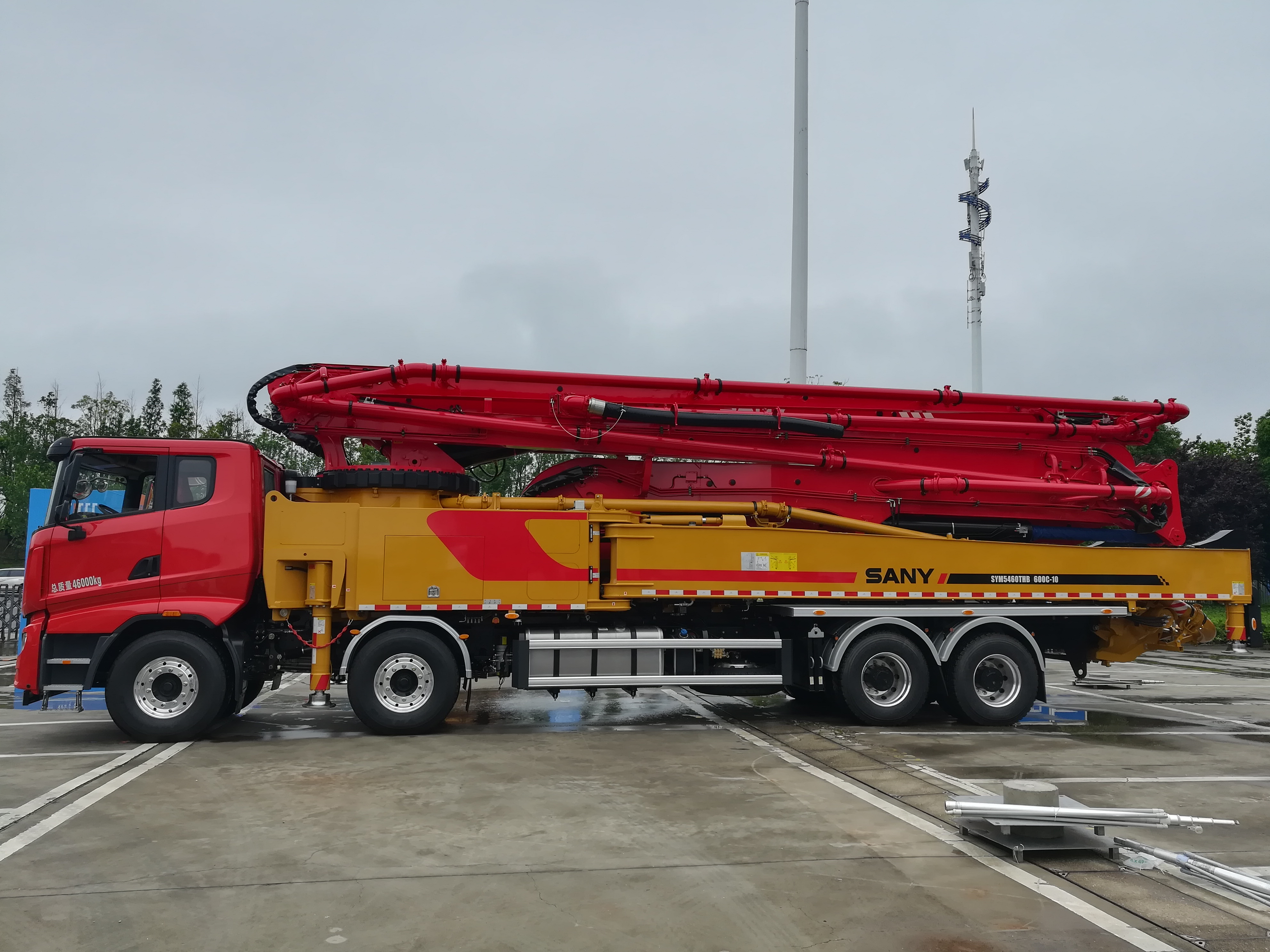

## 起诉奥巴马
2014年7月16日，美国东部时间7月15日上午，美国哥伦比亚特区联邦巡回上诉法院做出判决，称美国总统奥巴马和美国外国在美投资委员会（CFIUS）叫停三一重工子公司罗尔斯公司（RALLS）在美建设风力发电场的计划一事违反程序正义。这是中国公司首次发起类似起诉并获得胜利。